# ثلاثي بروميد النتروجين
ثلاثي بروميد النتروجين هو مركب كيميائي غير مستقر من النتروجين والبروم، له الصيغة الكيميائية NBr3، ويكون على شكل صلب أحمر داكن اللون.

## التحضير
يحضر ثلاثي بروميد النتروجين من تفاعل برومة ثلاثي كلوريد النتروجين:
{\displaystyle \mathrm {NCl_{3}+3\ KBr\longrightarrow NBr_{3}+3\ KCl} }
أو من تفاعل بروميد الأمونيوم وبروميد الحديد الثلاثي مع كلوريت الصوديوم:
{\displaystyle \mathrm {NH_{4}Br+\ NaClO_{2}+2\ FeBr_{3}\longrightarrow } } {\displaystyle \mathrm {NaCl+2\ FeBr_{2}+\ NBr_{3}+2\ H_{2}O} }
أو من تفاعل مضاعف (ثلاثي ميثيل سيليل) البرومانين مع أحادي كلوريد البروم، في وسط من البنتان عند –85 °س.
{\displaystyle \mathrm {[(CH_{3})_{3}Si]_{2}NBr+2\ BrCl\longrightarrow NBr_{3}+2\ (CH_{3})_{3}SiCl} }

## الخصائص
إن مركب ثلاثي بروميد النتروجين غير ثابت أو مستقر كيميائياً، وهو يتفكك بشكل انفجاري إلى مكوناته عند درجات حرارة تتجاوز -100 °س:
{\displaystyle \mathrm {2\ NBr_{3}\longrightarrow N_{2}+3\ Br_{2}} }

## الاستخدامات
نظراً لعدم ثباتية المركب، فلا توجد له تطبيقات عملية.